# Джон Гартлі
Джон Торнікрофт Гартлі (англ. John Thorneycroft Hartley, 9 січня 1849, Шропшир — 21 серпня 1935, Йоркшир) — англіканський священник, колишній британський тенісист, дворазовий переможець Вімблдонського турніру (1879, 1880).

## Особисте життя
Джон Гартлі був другим з п'яти дітей у родині. Його батько, як і колись дід, був мером Вулвергемптона.
Був англіканським священником: вікарієм, а пізніше деканом однієї з парафій у Північному Йоркширі.
За своєю природою був людиною діяльною та енергійною, і, крім того, дуже хорошим плавцем.
1875 року одружився з Еліс Маргарет Ласкелс, онучкою Генрі Ласкелса, 3-го графа Гарвудського. Дітей у них не було.
Помер Джон Гартлі у віці 86 років у Йоркширі. 

## Спортивна кар'єра
Навчався в Оксфорді, перемагав на чемпіонатах університету з тенісу (1870) і з рекетс (1869).
1879 року виграв одиночний титул на Вімблдоні після того як у фіналі турніру претендентів переміг ірландця Віра Ґулда (фінал чемпіонату не проводився, оскільки торішній переможець, Френк Гедоу, який згідно з тодішніми правилами, гарантував собі там місце, відмовився захищати своє чемпіонське звання).
Гартлі — єдиний священник, який перемагав на Вімблдоні. Участь у турнірі не заважала йому виконувати пастирські обов'язки: після перемоги у чвертьфіналі турніру претендентів, в суботу ввечері, преподобний Гартлі поїхав до Йоркширу, у свою парафію, щоб відслужити там наступного дня недільну службу. Наступну ніч він провів біля ліжка вмираючого (одного з своїх парафіян), і потім, уже не маючи часу на відпочинок, повинен був повертатися до Лондону, щоби грати півфінальний матч проти К. Ф. Парра. На щастя для Джона Гартлі, дощ вніс корективи в розклад та півфінальний матч був перенесений на вівторок. Гартлі зміг використати свій шанс: Парр програв з рахунком 2-6, 6-0, 6-1, 6-1, Гулд у фіналі також не зміг чинити гідного опору та поступився в трьох партіях.
Гартлі став першим чемпіоном Вімблдону, який зміг захистити свій титул. У 1880 у челендж-матчі (фіналі турніру) він з рахунком 6-3, 6-2, 2-6, 6-3 обіграв Герберта Лофорда.
У 1881 він зазнав нищівної поразки від Вільяма Реншоу. Матч тривав всього 37 хвилин і завершився з рахунком 6-0, 6-1, 6-1 на користь Реншоу.
1926 року, на Золотому Ювілеї чемпіонату, отримав срібну медаль королеви Марії, як один із «тридцяти чотирьох нині живих чемпіонів».

## Стиль гри
Гартлі був гравцем задньої лінії та надавав перевагу спокійному обміну ударами. Зазвичай він не ризикував і не переходив в атаку, а терпляче чекав помилки суперника.

## Виступи на турнірах Великого Шолома

### Перемоги
| Рік  | Турнір   | Суперник у фіналі | Рахунок у фіналі   |
| ---- | -------- | ----------------- | ------------------ |
| 1879 | Вімблдон | Френк Гедоу       | технічна поразка   |
| 1880 | Вімблдон | Герберт Лоуфорд   | 6–3, 6–2, 2–6, 6–3 |

### Поразки
| Рік  | Турнір   | Суперник у фіналі | Рахунок у фіналі |
| ---- | -------- | ----------------- | ---------------- |
| 1881 | Вімблдон | Вільям Реншоу     | 6–0, 6–1, 6–1    |